# Princess Charming (Fernsehsendung)
Princess Charming ist eine lesbische Datingshow. Sie wird von der Produktionsfirma Seapoint Productions produziert und wurde bisher auf Kreta und Ko Samui gedreht. Die Premierenstaffel mit Irina Schlauch als Princess Charming erschien im Sommer 2021 auf RTL+. Die dritte Staffel wurde nicht im Free-TV ausgestrahlt. Die vierte Staffel wurde im Sommer 2024 auf VOXup ausgestrahlt. Das schwule Pendant ist Prince Charming.

## Vorbilder und Format
Wie bei den Vorbildern Der Bachelor und Prince Charming geht es darum, dass eine zentrale Person, in diesem Fall eine queere Frau, unter den Kandidatinnen anhand von Dates ihre Liebe zu finden versucht. Bei der Entscheidung am Ende jeder Folge sortiert sie Kandidatinnen aus. In der Auftaktfolge erhielten die nicht ausscheidenden Kandidatinnen anstelle von Rosen oder Krawatten Halsketten. Bei den folgenden Entscheidungen müssen die ausscheidenden Kandidatinnen ihre Halsketten wieder abgeben.

## Übersicht
| Staffel  | Episodenanzahl | Erstveröffentlichung (RTL+)          | Erstausstrahlung (VOX/VOXup)        | Princess         | Anzahl Kandidierende | Gewinnerin               | Beziehungsstatus             |
| -------- | -------------- | ------------------------------------ | ----------------------------------- | ---------------- | -------------------- | ------------------------ | ---------------------------- |
| 1 (2021) | 10 1           | 25. Mai 2021 – 27. Juli 2021         | 29. Oktober 2021 – 3. Dezember 2021 | Irina Schlauch   | 20                   | Lou                      | nach Show kein Paar geworden |
| 2 (2022) | 10 1           | 14. Juni 2022 – 16. August 2022      | 22. Juni 2022 – 29. Juni 2022 2     | Hanna Sökeland   | 19                   | Jessica                  | nach Show ein Paar geworden  |
| 3 (2023) | 10 1           | 1. September 2023 – 3. November 2023 | –                                   | Madleen Matthias | 20                   | Elsa                     | nach Show kein Paar geworden |
| 4 (2024) | 10 1           | 3. Juli 2024 – 4. September 2024     | 10. Juli 2024 – 11. September 2024  | Lea Hoppenworth  | 20                   | keine Gewinnerin gewählt | keine Gewinnerin gewählt     |
| 5 (2025) | 10 1           | 24. Juli 2025 –                      |                                     | Vanessa Borck    | 18                   |                          |                              |

## Mitwirkende
| Staffel  | Moderation / Off-Sprecher | Moderation / Off-Sprecher | Moderation / Off-Sprecher |
| Staffel  | Sendung (Off-Kommentar)   | Das Wiedersehen           | Der Podcast               |
| -------- | ------------------------- | ------------------------- | ------------------------- |
| 1 (2021) | Nagmeh Alaei              | Lola Weippert             |                           |
| 2 (2022) | Nagmeh Alaei              | Lola Weippert             | Ricarda Hofmann           |
| 3 (2023) | Moretta McLean            | Amiaz Habtu               |                           |
| 4 (2024) | —                         | —                         |                           |

## Staffeln

### Staffel 1 (2021)

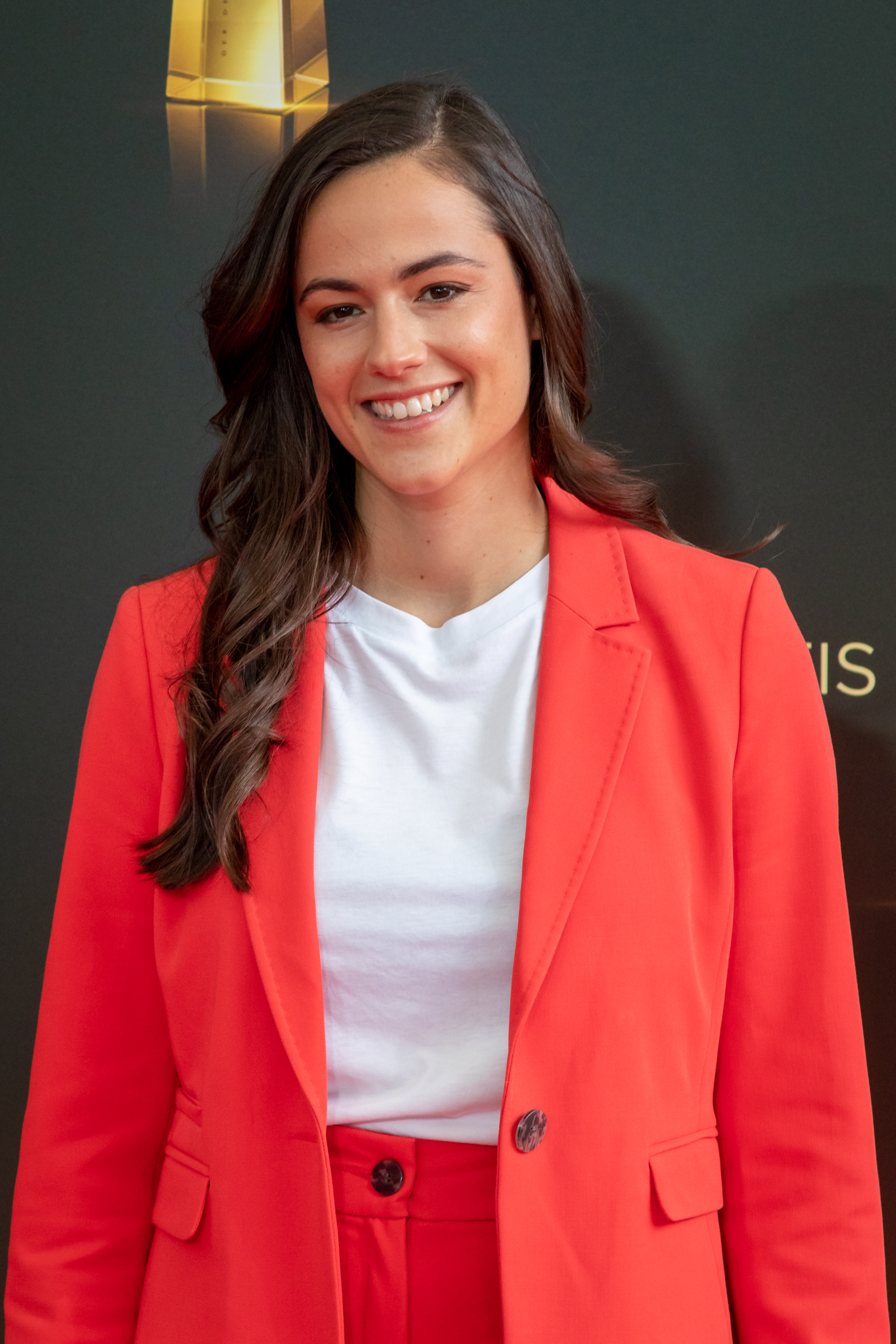
Irina Schlauch, Princess Charming der ersten Staffel

Die Veröffentlichung der ersten Staffel begann am 25. Mai und endete mit der Aftershow Das Wiedersehen am 27. Juli 2021 auf RTL+. Auf VOX war die Staffel vom 29. Oktober bis zum 3. Dezember 2021 zu sehen. Die Princess Charming der ersten Staffel war die Kölner Rechtsanwältin Irina Schlauch. Im Finale entschied sie sich für die Kandidatin Lou, in der Aftershow Das Wiedersehen enthüllten sie jedoch, dass sie danach kein Paar geworden sind.

#### Kandidierende im Episodenverlauf
| Kandidierende | Kandidierende | Kandidierende | Episoden | Episoden | Episoden | Episoden | Episoden | Episoden | Episoden | Episoden | Episoden | Episoden |
| Name | Alter         | Stadt         | 1        | 2        | 3        | 4        | 5        | 6        | 7        | 8        | 9        | 10       |
| --- | ------------- | ------------- | -------- | -------- | -------- | -------- | -------- | -------- | -------- | -------- | -------- | -------- |
| Lou | 21            | Saarbrücken   |          |          | G        |          | GÜ       |          |          | D        | EÜ       |          |
| Elsa | 22            | Berlin        |          | G        | E        |          |          | G        |          | D        | EÜ       |          |
| Bine | 33            | Berlin        |          |          | G        |          | G        | G        | E        | D        |          |          |
| Miri | 28            | Kiel          |          | G        |          |          | G        |          |          | D        |          |          |
| Gea | 28            | Berlin        |          |          |          | G        |          | G        |          |          |          |          |
| Kati | 29            | Berlin        |          |          | G        |          | G        | GE       |          |          |          |          |
| Sarina | 27            | Stolberg      |          | G        |          | GE       |          |          |          |          |          |          |
| Iry | 27            | Köln          |          |          |          | G        |          |          |          |          |          |          |
| Wiki | 27            | Hamburg       |          |          |          | G        |          | G        |          |          |          |          |
| Jana | 26            | Dorsten       |          | E        |          |          |          |          |          |          |          |          |
| Johanna | 26            | Hildesheim    |          |          | G        |          |          |          |          |          |          |          |
| Saskia | 25            | Berlin        |          |          | G        |          |          |          |          |          |          |          |
| Britta | 26            | Aachen        |          | G        |          | G        |          |          |          |          |          |          |
| Anja | 30            | Leipzig       |          | G        |          |          |          |          |          |          |          |          |
| Niki | 27            | Berlin        |          |          |          |          |          |          |          |          |          |          |
| Tabi | 25            | Dortmund      |          |          |          |          |          |          |          |          |          |          |
| Lia | 30            | Berlin        |          |          |          |          |          |          |          |          |          |          |
| Sandra | 31            | Ratingen      |          |          |          |          |          |          |          |          |          |          |
| Sonja | 30            | Salzburg      |          |          |          |          |          |          |          |          |          |          |
| Ulle | 28            | Berlin        |          |          |          |          |          |          |          |          |          |          |
| Farblegende: - Die Kandidatin durfte ihre Kette behalten und kam weiter. - Die Kandidatin musste ihre Kette abgeben und schied aus. - Die Kandidatin wurde von der weiteren Teilnahme ausgeschlossen. (Sonja und Ulle aufgrund einer Auseinandersetzung, Britta aufgrund einer Verletzung) - Die Kandidatin stieg freiwillig aus. - Die Kandidatin war als Gast im großen Wiedersehen dabei. Buchstabenlegende: - G: Gruppendate/-treffen - E: Einzeldate - Ü: Übernachtungsdate - D: Doppeldate |               |               |          |          |          |          |          |          |          |          |          |          |

### Staffel 2 (2022)
Die Veröffentlichung der zweiten Staffel begann am 14. Juni und endete mit der Aftershow Das Wiedersehen am 16. August 2022 auf RTL+. Auf VOX wurden nur die ersten beiden Folgen vom 22. bis zum 29. Juni 2022 ausgestrahlt. Die zweite Princess Charming war die 28-jährige Projektleiterin Hanna Sökeland aus Hannover. Sie entschied sich im Finale für die Kandidatin Jessica und wurde mit ihr ein Paar, wie sie in der Aftershow Das Wiedersehen enthüllten.
Begleitend zur Staffel wurde auf RTL+ ein Podcast mit Moderatorin Ricarda Hofmann veröffentlicht.

#### Kandidierende im Episodenverlauf
| Kandidierende | Kandidierende | Kandidierende     | Episoden | Episoden | Episoden | Episoden | Episoden | Episoden | Episoden | Episoden | Episoden | Episoden |
| Name | Alter         | Stadt             | 1        | 2        | 3        | 4        | 5        | 6        | 7        | 8 a      | 9        | 10       |
| --- | ------------- | ----------------- | -------- | -------- | -------- | -------- | -------- | -------- | -------- | -------- | -------- | -------- |
| Jessica | 26            | München           |          |          | E        |          |          |          | G        | G        | EÜ       |          |
| Laura | 22            | München           |          | GE       |          | G        |          | G        |          | ÜG       | EÜ       |          |
| Carolin | 29            | Leipzig           |          |          | G        |          | G        | GE       |          | GE       |          |          |
| Jasmin Amelia | 28            | Osnabrück         |          |          | G        |          |          | G        | GE       | G        |          |          |
| Maria | 30            | Köln              |          |          | G        |          | G        |          | G        |          |          |          |
| Tyshea | 30            | Köln              |          | G        |          |          | GE       |          |          |          |          |          |
| Sabcho | 28            | Berlin            |          | G        |          |          |          | G        |          |          |          |          |
| Dora | 23            | Köln              |          |          |          | G        | G        |          |          |          |          |          |
| Paula | 28            | Bremen            |          | G        |          | EÜ       |          | G        |          |          |          |          |
| Jördis | 34            | Berlin            |          | G        |          |          | G        |          |          |          |          |          |
| Sarah | 28            | Düsseldorf        |          |          | G        |          |          |          |          |          |          |          |
| Katharina | 30            | Köln              |          |          |          | G        |          |          |          |          |          |          |
| Charlotte | 29            | Bremen            |          |          |          | G        |          |          |          |          |          |          |
| Lena | 20            | Leverkusen        |          |          | G        |          |          |          |          |          |          |          |
| Anastasia | 26            | Kempten           |          |          |          |          |          |          |          |          |          |          |
| Jay | 27            | Frankfurt am Main |          |          |          |          |          |          |          |          |          |          |
| Kim | 25            | Hannover          |          |          |          |          |          |          |          |          |          |          |
| Aylin | 30            | Berlin            |          |          |          |          |          |          |          |          |          |          |
| Vivien | 25            | Velbert           |          |          |          |          |          |          |          |          |          |          |
| Farblegende: - Die Kandidatin durfte ihre Kette behalten und kam weiter. - Die Kandidatin musste ihre Kette abgeben und schied aus. - Die Kandidatin stieg freiwillig aus. - Die Kandidatin war als Gast im großen Wiedersehen dabei. Buchstabenlegende: - G: Gruppendate/-treffen - E: Einzeldate - Ü: Übernachtungsdate Anmerkung: a Die achte Entscheidung wurde erst zu Beginn der neunten Episode gezeigt. |               |                   |          |          |          |          |          |          |          |          |          |          |

### Staffel 3 (2023)
Die Veröffentlichung der dritten Staffel begann am 1. September und endete mit der Aftershow Das Wiedersehen am 3. November 2023 auf RTL+. Die dritte Princess war die 23-jährige Studentin Madleen Matthias, die aus Weyhe bei Bremen stammt und im niederländischen Groningen lebt. Unter den Kandidatinnen befanden sich auch die Rückkehrerin Elsa aus der ersten Staffel sowie die pansexuelle Stephie Stark, bekannt aus Der Bachelor und Bachelor in Paradise, wo sie um das Herz von Männern gekämpft hatte. Als Neuerung stießen drei Kandidatinnen erst später dazu. Während die Staffel hauptsächlich auf Ko Samui gedreht wurde, fand das Finale in Bangkok statt. Dort wählte Madleen als Gewinnerin Elsa. Im Wiedersehen gaben sie aber bekannt, kein Paar geworden zu sein. Außerdem enthüllten die Kandidatinnen Aleyna und Desi, dass sie ein Paar sind.

#### Kandidierende im Episodenverlauf
| Kandidierende | Kandidierende | Kandidierende   | Episoden | Episoden | Episoden | Episoden | Episoden | Episoden | Episoden | Episoden | Episoden | Episoden |
| Name | Alter         | Stadt           | 1        | 2        | 3        | 4        | 5        | 6        | 7        | 8        | 9        | 10       |
| --- | ------------- | --------------- | -------- | -------- | -------- | -------- | -------- | -------- | -------- | -------- | -------- | -------- |
| Elsa | 24            | Berlin          |          |          |          | E        | GE       |          | GE       |          | EÜ       |          |
| Nina | 31            | Berlin          |          | G        |          |          | EÜ       |          | G        |          | EÜ       |          |
| Aleyna | 23            | Köln            |          |          | GE       |          |          | G        |          | E        |          |          |
| Natalie | 31            | Mönchengladbach |          |          | GE       |          |          | G        |          |          |          |          |
| Jazz | 28            | Hamburg         |          |          | G        | E        |          |          | G        |          |          |          |
| Melanie | 29            | Berlin          |          |          |          |          | G        | GE       |          |          |          |          |
| Aysun | 23            | Mannheim        |          | G        |          |          | G        |          |          |          |          |          |
| Gabi | 29            | Berlin          |          | G        |          |          |          | G        |          |          |          |          |
| Lili | 29            | Köln            |          | G        |          |          | G        |          |          |          |          |          |
| Linh | 26            | Salzburg        |          |          | G        |          |          |          |          |          |          |          |
| Stephie | 28            | Köln            |          |          | G        |          |          |          |          |          |          |          |
| Kim | 32            | Köln            |          |          | G        |          |          |          |          |          |          |          |
| Maria | 29            | Frankfurt       |          | G        |          |          |          |          |          |          |          |          |
| Rahel | 27            | Berlin          |          |          | G        |          |          |          |          |          |          |          |
| Desi | 25            | Köln            |          | G        |          |          |          |          |          |          |          |          |
| Aileena | 26            | Regensburg      |          |          |          |          |          |          |          |          |          |          |
| Meli | 27            | Zürich          |          |          | G        |          |          |          |          |          |          |          |
| Ebru | 33            | Buchholz        |          | G        |          |          |          |          |          |          |          |          |
| Lucy | 25            | Innsbruck       |          | G        |          |          |          |          |          |          |          |          |
| Nora | 25            | Köln            |          |          |          |          |          |          |          |          |          |          |
| Farblegende: - Die Kandidatin durfte ihre Kette behalten und kam weiter. - Die Kandidatin musste ihre Kette abgeben und schied aus. - Die Kandidatin stieg freiwillig aus. - Die Kandidatin war als Gast im großen Wiedersehen dabei. Buchstabenlegende: - G: Gruppendate/-treffen - E: Einzeldate - Ü: Übernachtungsdate |               |                 |          |          |          |          |          |          |          |          |          |          |

### Staffel 4 (2024)
Die Veröffentlichung der vierten Staffel begann am 3. Juli 2024. Die vierte Princess war die dreißigjährige Copywriterin Lea Hoppenworth aus Berlin. Die Teilnehmerin Maike kannte sie, denn die beiden hatten sich zuvor bereits kurzzeitig gedatet. Die Staffel wurde größtenteils auf Ko Samui gedreht, die finalen Dates fanden hingegen in Phuket statt. Lea entschied sich am Ende für keine der beiden Finalistinnen, sodass es zum ersten Mal in der Geschichte des Formats keine Gewinnerin gab. Die Kandidatinnen Seleya und Lucia gaben nach ihrem Ausscheiden bekannt, ein Paar zu sein. In dieser Staffel gab es keine Wiedersehensepisode.

#### Kandidierende im Episodenverlauf
| Kandidierende | Kandidierende | Kandidierende | Episoden | Episoden | Episoden | Episoden | Episoden | Episoden | Episoden | Episoden | Episoden | Episoden |
| Name | Alter         | Stadt         | 1        | 2        | 3 a      | 4 a      | 5        | 6 a      | 7        | 8        | 9        | 10       |
| --- | ------------- | ------------- | -------- | -------- | -------- | -------- | -------- | -------- | -------- | -------- | -------- | -------- |
| Christine | 28            | Köln          |          | G        |          |          | G        |          | G        |          | E        | EÜ       |
| Maike | 30            | Berlin        |          |          |          | GE       |          | E        |          | E        | E        | EÜ       |
| Marlen | 31            | Berlin        |          | G        |          |          | G        | GE       | G        |          | E        |          |
| Sarah | 29            | Köln          |          | G        |          |          |          | G        | G        |          | E        |          |
| Katharina | 28            | Regensburg    |          |          | G        |          |          | G        | GE       | E        |          |          |
| Marjam | 30            | Hamburg       |          |          | G        |          |          |          |          |          |          |          |
| Hang | 31            | Hannover      |          |          | G        |          | G        |          |          |          |          |          |
| Laura | 28            | Bochum        |          |          | G        |          | G        |          | G        |          |          |          |
| Inci | 27            | Heidelberg    |          | G        | D        |          |          | E        |          |          |          |          |
| Lara | 27            | Frankfurt     |          |          |          | G        |          | G        |          |          |          |          |
| Tommi | 23            | Osnabrück     |          |          | G        |          |          | G        |          |          |          |          |
| Melissa | 28            | Neuss         |          |          |          |          |          |          |          |          |          |          |
| Lucia | 28            | Leipzig       |          |          | DÜ       |          |          |          |          |          |          |          |
| Sara | 20            | Wien          |          |          |          |          | G        |          |          |          |          |          |
| Seleya | 23            | Köln          |          | GE       |          |          | G        |          |          |          |          |          |
| Sina | 24            | München       |          |          |          | G        |          |          |          |          |          |          |
| Tay | 25            | Zürich        |          |          |          | G        |          |          |          |          |          |          |
| Julia | 23            | Berlin        |          |          |          |          |          |          |          |          |          |          |
| Lisa | 24            | Bamberg       |          |          |          |          |          |          |          |          |          |          |
| Viviana | 24            | Wien          |          |          |          |          |          |          |          |          |          |          |
| Farblegende: - Die Kandidatin durfte ihre Kette behalten und kam weiter. - Die Kandidatin musste ihre Kette abgeben und schied aus. - Die Kandidatin stieg freiwillig aus. Buchstabenlegende: - G: Gruppendate/-treffen - E: Einzeldate - D: Dreierdate - Ü: Übernachtungsdate Anmerkung: a In den Episoden 3, 4 und 6 fand keine Entscheidung statt; daher sind hier alle Kandidatinnen als weiter markiert. |               |               |          |          |          |          |          |          |          |          |          |          |

### Staffel 5 (2025)
Die Veröffentlichung der fünften Staffel begann am 24. Juli 2025. Die fünfte Princess ist die Influencerin Vanessa Borck.

#### Kandidierende im Episodenverlauf
| Kandidierende | Kandidierende | Kandidierende | Episoden | Episoden | Episoden | Episoden | Episoden | Episoden | Episoden | Episoden | Episoden | Episoden |
| Name | Alter         | Stadt         | 1        | 2 a      | 3 b      | 4        |          |          |          |          |          |          |
| --- | ------------- | ------------- | -------- | -------- | -------- | -------- | -------- | -------- | -------- | -------- | -------- | -------- |
| Alia | 26            | Viersen       |          |          |          |          |          |          |          |          |          |          |
| Anna | 29            | Iserlohn      |          | G        |          |          |          |          |          |          |          |          |
| Bianca | 36            | Berlin        |          |          |          |          |          |          |          |          |          |          |
| Caro | 26            | Köln          |          |          |          |          |          |          |          |          |          |          |
| Chantal-Jale | 24            | Wuppertal     |          |          |          | G        |          |          |          |          |          |          |
| Donija | 31            | Bielefeld     |          |          |          |          |          |          |          |          |          |          |
| Fiona | 24            | Köln          |          |          |          | G        |          |          |          |          |          |          |
| Jeni | 26            | Essen         |          |          |          |          |          |          |          |          |          |          |
| Kim | 28            | Aachen        |          | GE       |          |          |          |          |          |          |          |          |
| Lara | 23            | Magdeburg     |          |          |          |          |          |          |          |          |          |          |
| Lotti | 27            | Berlin        |          |          |          | GEÜ      |          |          |          |          |          |          |
| Marlene | 27            | Köln          |          |          |          |          |          |          |          |          |          |          |
| Seinep | 29            | Oldenburg     |          | G        |          |          |          |          |          |          |          |          |
| Shirine | 33            | Hanau         |          |          |          |          |          |          |          |          |          |          |
| Vanessa | 26            | Dresden       |          |          |          |          |          |          |          |          |          |          |
| Johanna | 26            | Freiburg      |          |          |          |          |          |          |          |          |          |          |
| Julia | 27            | Hamburg       |          |          |          |          |          |          |          |          |          |          |
| Kelly | 31            | Kassel        |          |          |          |          |          |          |          |          |          |          |
| Farblegende: - Die Kandidatin durfte ihre Kette behalten und kam weiter. - Die Kandidatin musste ihre Kette abgeben und schied aus. Buchstabenlegende: - G: Gruppendate/-treffen - E: Einzeldate - D: Dreierdate - Ü: Übernachtungsdate a Die zweite Entscheidung wurde zu Beginn der dritten Episode gezeigt. b Es gab keine Entscheidung zum Ende von Episode 3 und 4. Daher werden hier alle als weiter markiert. |               |               |          |          |          |          |          |          |          |          |          |          |

## Produktion und Veröffentlichung
Am 19. Oktober 2020 verkündete RTL als ersten Ableger von Prince Charming die ebenfalls für RTL+ geplante Reality-Show Princess Charming, für die damit das Casting begann. Die Prinzessin sollte eine bisexuelle Frau sein; als Kandidaten und Kandidatinnen konnten sich lesbische oder bisexuelle Frauen und heterosexuelle Männer bewerben. Am 11. Dezember 2020 wurde bekanntgegeben, dass das Konzept auf eine rein lesbische Show nur unter Frauen geändert werde. Als erste Princess Charming wurde am 6. April 2021 die 30-jährige Kölner Rechtsanwältin Irina Schlauch bekanntgegeben.
Am 22. Juni 2021 wurde die Verlängerung um eine zweite Staffel verkündet. Die Princess der zweiten Staffel, die Projektleiterin Hanna Sökeland aus Hannover, wurde am 21. April 2022 vorgestellt. Die zweite Staffel begann auf RTL+ am 14. Juni 2022 und endete am 16. August 2022. Auf VOX startete diese am 21. Juni 2022. Nach zwei Folgen wurde die mitternächtliche Ausstrahlung eingestellt; die weiteren Episoden wurden nur online zur Verfügung gestellt.
Die dritte Staffel mit Princess Madleen Matthias erschien ab dem 1. September 2023 bei RTL+. Wie der Ableger Charming Boys wurde sie auf Koh Samui gedreht.
Im Dezember 2023 wurde das Casting für eine vierte Staffel eröffnet, die im Frühjahr 2024 produziert wurde. Die vierte Princess ist die 30-jährige Lea Hoppenworth. Die vierte Staffel begann bei RTL+ am 3. Juli und wird im Fernsehen anstelle von VOX beim Sender RTLup gezeigt.
In der fünften Staffel ist die Princess Vanessa Borck, die als Influencerin unter dem Namen Nessiontour aktiv ist und ursprünglich als Teil des Influencerpaars Coupleontour bekannt wurde. Die Staffel erscheint bei RTL+ seit dem 24. Juli 2025.

## Rezeption

### Kritiken
In der Rezeption der ersten Staffel wird bemerkt, dass typisch gewordene Elemente des Trash-Reality-TV wie Mobbing unter Kandidaten und Skandale nicht aufkamen oder keine Plattform erhielten, indem eine Auseinandersetzung, aufgrund der zwei Kandidatinnen die Show verlassen mussten, nicht gezeigt wurde. Damit sei die lesbische Community geschützt worden, die „ja ohnehin schon marginalisiert sei und durch eine gewaltsame Auseinandersetzung zum Auftakt nur noch weiter in ein schlechtes Licht gerückt würde.“ Stattdessen wurde Austausch und Aufklärung zu LGBT-Themen geführt, auch mit unterschiedlichen Standpunkten, etwa als diskutiert wird, ob es transphob sei, wenn die Vorliebe ausschließlich Frauen mit einer Vulva gelte. „Die Sendung würde durch Szenen wie diese Debatten aus der LGBTIQ-Community die Bühne geben, die sie schon lange bräuchten […]. So könnten die Leute zuhören und vielleicht sogar etwas lernen. Das geht jetzt tatsächlich auch beim Reality-TV.“
Johanna Dürr der Frankfurter Allgemeine Zeitung findet, Princess Charming sei anders als ähnliche heterosexuelle Formate, weil die Personen mit Sendungsbewusstsein einen politischen Auftrag vertreten, lesbische Liebe und Repräsentation zu zeigen. Eine Sendung, die queere Liebe verhandelt, könne nur politisch sein. Es sei aber auch leicht und lustig, die Liebesgeschichten positiv. „Die Kommentare aus dem Off sind dabei ungewohnt sensibel und wertschätzend. „Hier gayt’s ab“ steht auch auf dem Instagram-Kanal des Formats. Irina Schlauch ist clever gecastet: Sie ist feminin, natürlich, sportlich, eloquent und arbeitet als Rechtsanwältin. Sie wählt ihre Worte mit Bedacht und ist ausgesprochen diplomatisch. Sie bietet kaum Angriffsfläche – vielleicht soll sie das als lesbische Frau auch nicht. Nicht nur die Kandidaten, auch die Sendungsmacher scheinen hier einen Auftrag zu erfüllen.“

### Zuschauerzahlen
| Folge | Datum         | Gesamtpublikum       | Gesamtpublikum  | Zielgruppe 14 – 49 Jahre | Zielgruppe 14 – 49 Jahre | Quelle |
| Folge | Datum         | Zuschauerzahl (Mio.) | Marktanteil (%) | Zuschauerzahl (Mio.)     | Marktanteil (%)          | Quelle |
| ----- | ------------- | -------------------- | --------------- | ------------------------ | ------------------------ | ------ |
| 1     | 29. Okt. 2021 | 0,43                 | 1,6             | 0,26                     | 4,4                      | [ 21 ] |
| 2     | 29. Okt. 2021 | 0,49                 | 2,0             | 0,32                     | 5,4                      | [ 21 ] |
| 3     | 5. Nov. 2021  | 0,27                 | 1,4             | 0,14                     | 2,6                      | [ 22 ] |
| 4     | 12. Nov. 2021 | 0,29                 | 1,4             | 0,18                     | 3,5                      | [ 23 ] |
| 5     | 19. Nov. 2021 | 0,24                 | 1,2             | 0,13                     | 2,4                      | [ 24 ] |
| 6     | 26. Nov. 2021 | 0,33                 | 1,5             | 0,21                     | 3,6                      | [ 25 ] |
| 7     | 3. Dez. 2021  | 0,30                 | 1,0             | 0,14                     | 2,1                      | [ 26 ] |
| 8     | 3. Dez. 2021  | 0,27                 | 1,0             | 0,14                     | 2,5                      | [ 26 ] |
| 9     | 3. Dez. 2021  | 0,26                 | 1,6             | 0,16                     | 3,1                      | [ 26 ] |

Die 10. Folge (Aftershow Das Wiedersehen) entfiel in der Fernsehausstrahlung.

### Auszeichnung
Die erste Staffel von Princess Charming gewann 2021 den Deutschen Fernsehpreis in der Kategorie Beste Unterhaltung Reality. In ihrer Dankesrede sagte Irina Schlauch, der Cast habe viel Herz und viele wichtige Themen in die Sendung gebracht und ganz gut gezeigt, dass Reality-TV nicht nur Unterhaltung und Trash sei, sondern auch Haltung zeigen könne.